# Multiinstrumentalist
En multiinstrumentalist är en musiker som skickligt behärskar ett flertal musikinstrument. Några av de mest kända multiinstrumentalisterna är Stevie Wonder, David Bowie och Paul McCartney. Några svenska välkända exempel på multiinstrumentalistiska musiker är Ale Möller, Charles Redland, Eddie Meduza, Kjell Westling, Peps Persson och på senare år även Johan Christher Schütz, Gunhild Carling och Martin Molin.